# Strüth
Pour l’article ayant un titre homophone, voir Struth.
Strüth est une municipalité du Verbandsgemeinde Nastätten, dans l'arrondissement de Rhin-Lahn, en Rhénanie-Palatinat, dans l'ouest de l'Allemagne.